# 젖가슴 배구
《가슴 배구》(일본어: おっぱいバレー 옷파이바레[*])는 미즈노 무네노리의 일본 소설이다.
2009년에는 이 작품을 원작으로 한 동명의 영화 《가슴 배구단》이 개봉됐다.

## 같이 보기
- 가슴 배구단